# أبو خباب المصري
مدحت مرسي السيد عمر، المعروف أيضًا باسم أبي خباب المصري أو كميائي القاعدة (29 أبريل 1953، مصر – 28 يوليو 2008، باكستان) كيميائي مصري وصانع متفجرات وعضو في تنظيم القاعدة ومن المقربين لأسامة بن لادن، يقال أنه كان الرجل الثالث في تنظيم القاعدة، عرضت الولايات المتحدة مكافأة 5 ملايين دولار لمن يدلي بمعلومات عنه. تعرض لمحاولة اغتيال في هجوم أمريكي في يناير 2006 ولكنه نجا، وتعتقد الاستخبارات الأمريكية أنه يسعى لحصول تنظيم القاعدة على أسلحة الدمار الشامل. في 28 يوليو 2008 قُتِلَ في غارة أمريكية بواسطة طائرة بدون طيار في جنوب وزيرستان في باكستان.

## إشاعة مقتله
حاولت الولايات المتحدة اغتيال عددًا من أعضاء القاعدة في باكستان في 13 يناير 2006، وصرحت أن أبا خباب المصري قد قُتل، لكن اتضح أن الخبر غير صحيح، بينما صرح المسؤولون الباكستانيين أن جميع القتلى في الغارة من السكان المحليين وليسوا أعضاء من تنظيم القاعدة.

## مقتله
في 28 يوليو 2008 أكد البنتاغون مقتل أبي خباب المصري في هجوم صاروخي في باكستان مع خمسة مقاتلين آخرين من بينهم إبراهيم بن أحمد سلامة مبروك.

## أسرته
لأبي خباب ابن وهو محمد المصري، ولد في 1980 في العقبة بالأردن. وكان نشطًا أيضًا بتنظيم القاعدة ثم الدولة الإسلامية في العراق والشام.

## وصلات خارجية
- نجل أبو خباب المصري الرجل الثالث في تنظيم القاعدة لأخبار: أمن الدولة عذبتني 9 سنوات بدون محاكمة بسبب والدي.